# Wilfried Strik-Strikfeldt
Wilfried Karlowitsch Strik-Strikfeldt, född 23 juli 1896 i Riga, död 7 september 1977 i Oberstaufen, var en balttysk officer och memoarförfattare. Under andra världskriget var han aktiv inom den av Nazityskland stödda Ryska befrielsearmén under ledning av Andrej Vlasov.
Strik-Strikfeldt studerade vid Reformatistgymnasiet i Sankt Petersburg fram till 1915. Samma år gick han med som frivillig i ryska armén, där han nådde officers grad och tjänstgjorde till första världskrigets slut. 1918–20 stred han på den vita arméns sida mot bolsjevikerna i Baltikum och vid Petrograd. Därefter emigrerade han till Riga, och under fyra år arbetade han efter ett mandat från Röda korset och Nansentjänsten med att bistå de svältande i Ryssland 1921–22. Efter det studerade han ekonomi och lagrätt, och 1924–39 representerade han tyska och brittiska företag i Riga.
1939 tog han värvning i den tyska armén och var verksam som tolk. 1942 träffade han Andrej Vlasov i ett tyskt fångläger i Vinnytsia, vars närmaste medarbetare och vän han blev. Skrev memoarboken "Gegen Stalin und Hitler. General Wlassow und die russische Freiheitsbewegung" som handlade om Vlasov och den ryska befrielserörelsen under andra världskriget.